# Núi Carmel

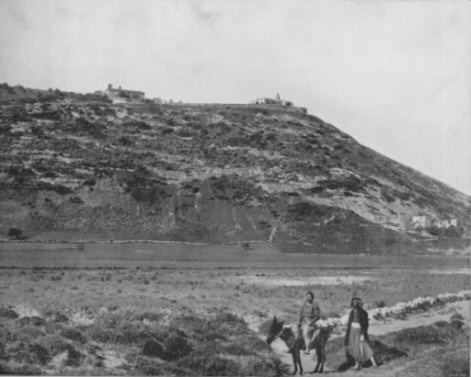
Cảnh núi Carmel năm 1894

Núi Carmel (tiếng Hebrew הַר הַכַּרְמֶל), Har HaKarmel, phiên âm tiếng Việt: Các-men, Ca-mê-lô, Cạc-mên, Cát Minh, nghĩa đen: vườn nho của Chúa); tiếng Hy Lạp: Κάρμηλος, Kármēlos; tiếng Ả Rập: الكرمل, Kurmul) là một dãy núi ven bờ biển ở miền bắc Israel, trải dài từ Địa Trung Hải về phía đông nam. Các nhà khảo cổ học đã phát hiện rượu nho cổ và các dụng cụ ép dầu ở nhiều địa điểm trên núi Carmel. Dãy núi này là khu dự trữ sinh quyển thế giới của UNESCO và một số thành phố nằm ở đây, đáng kể nhất là thành phố Haifa – thành phố lớn thứ ba của Israel - nằm ở sườn dốc phía bắc.

## Địa lý và địa chất
Nhóm từ Núi Carmel được sử dụng trong 3 cách khác nhau:
- chỉ rặng núi dài 39 km (24 dặm), trải dài tới Jenin ở đông nam.
- chỉ rặng núi tây bắc dài 19 km (12 dặm) của dãy núi này.
- chỉ mũi đất cao ở đầu phía tây bắc của dãy núi này.

Dãy núi Carmel rộng xấp xỉ từ 6,5 tới 8 km (4 tới 5 dặm), dốc xuống phía tây nam dần dần, nhưng tạo thành một chỏm dốc ở mặt đông bắc cao 546 m (1.810 ft). Nó được gọi là Rom Carmel. Thung lũng Jezreel nằm ở ngay phía đông bắc. Dãy núi này hình thành một chướng ngại vật tự nhiên, cũng như thung lũng Jezreel tạo thành một hành lang tự nhiên, và do đó dãy núi và thung lũng đã có ảnh hưởng lớn đối với việc di trú và các sự xâm lược qua vùng Cận Đông qua thời gian. Thành hệ của núi là một hỗn hợp của đá vôi và đá lửa, chứa nhiều hang động và, được bao bọc trong nhiều đá núi lửa. Cạnh dốc của núi được bao phủ bởi các cây cối um tùm, trong đó có cây sồi, cây thông, cây olive và cây nguyệt quế.
Nhiều thành phố hiện đại nằm trên dãy núi này, trong đó có thành phố Yokneam ở ngọn phía đông, Zikhron Ya'aqov ở sườn dốc phía nam, thị trấn Druze của thành phố Carmel ở phần giữa của ngọn núi, và các thị trấn Nesher, Tirat Hakarmel cùng thành phố Haifa, ở mũi đất và chân của nó phía tây bắc. Cũng có một kibbutz (nông trường tập thể) nhỏ gọi là Bet Oren, nằm ở một trong các điểm cao nhất trong dãy núi về phía đông nam thành phố Haifa.

## Lịch sử thời đồ đá cũ
Từ năm 1930 tới 1932, Dorothy Garrod đã khai quật 4 hang động và một số nơi ẩn náu bằng đá ở dãy núi Carmel tại el-Wad, el-Tabun và Es Skhul. Garrod đã phát hiện các di tích của người Neanderthal và người hiện đại thời đầu, trong đó có bộ xương của một phụ nữ người Neanderthal, gọi là Tabun I, được coi như một trong các vật hóa thạch của con người quan trọng nhất từ xưa tới nay được tìm thấy. Việc khai quật ở el-Tabun đã đem lại kỷ lục địa tầng học lâu nhất trong vùng, kéo dài 600.000 năm hoặc hơn nữa của hoạt động con người, từ đầu thời kỳ đồ đá cũ tới ngày nay, tiêu biểu cho khoảng 1 triệu năm tiến hóa nhân loại. Cũng có nhiều mộ mai táng người Neanderthals và loài người được bảo quản tốt, từ nhóm người du mục săn bắn, hái nhặt tới các xã hội nông nghiệp định cư tại chỗ ở đây, đều có tài liệu chứng minh. Xét chung (cả hai nhóm), các điều này nhấn mạnh ý nghĩa tột bậc của các hang động núi Carmel đối với việc nghiên cứu tiến hóa sinh học, văn hóa của con người trong khuôn khổ các sự thay đổi cổ-sinh thái."

## Như một vị trí chiến lược
Do có các cây cối rậm rạp sum suê ở sườn đồi dốc và nhiều hang động ở sườn dốc hơn, núi Carmel trở thành sào huyệt của bọn tội phạm. Núi Carmel được coi là một nơi để trốn tránh Yahweh , như đã được ám chỉ trong sách Amos. Theo sách các Vua, Elisha đã đi thẳng tới núi Carmel sau khi nguyền rủa một nhóm trai trẻ vì họ chế nhạo ông và sự lên trời của tiên tri Elijah bằng lời nhạo báng: "Hãy lên đi, ông hói đầu!" Sau đó các con gấu đã từ rừng đi ra và xé xác 42 đứa trong bọn chúng. Điều này không nhất thiết ám chỉ là Elisha đã tìm nơi nương náu ở đây nhằm tránh sự trả thù của bọn chúng có thể xảy ra, mặc dù sự mô tả của sách Amos, về vị trí là nơi ẩn náu, theo đúng nguyên văn có niên đại sớm hơn chuyện kể về Elisha trong sách các Vua, và theo Strabo nó đã tiếp tục là nơi ẩn náu ít nhất cho tới thế kỷ thứ nhất.
Theo Epiphanius, và Josephus, núi Carmel đã là thành lũy của các người Essenes tới từ một nơi trong miền Galilee gọi là Nazareth.
Trong Thế chiến thứ nhất, núi Carmel đóng vai trò chiến lược quan trọng. Trận Megiddo (1918) diễn ra ở đầu một đèo xuyên qua núi Carmel, trông xuống thung lũng Jezreel từ hướng nam. Tướng Edmund Allenby chỉ huy quân Anh trong trận đánh này, trận đánh là bước ngoặt trong chiến tranh chống đế quốc Ottoman. Thung lũng Jezreel đã là nơi diễn ra nhiều trận đánh trước đây, trong đó có Trận Megiddo thế kỷ 15 trước Công Nguyên, rất có ý nghĩa lịch sử giữa người Ai Cập và người Canaan, nhưng chỉ do trận Megiddo năm 1918 mà núi Carmel tự nó đóng vai quan trọng, do các việc phát triển vũ khí đạn dược.

## Như một vị trí thiêng liêng
Trong văn hóa của người Canaan cổ, các nơi cao thường được coi là linh thiêng, do đó cũng không ngoại trừ núi Carmel; Thutmose III ghi một mũi đất cao thiêng liêng trong lãnh thổ Canaan của ông, và nếu nó được coi ngang hàng với núi Carmel, như các nhà Ai Cập học (chẳng hạn như Maspero) tin tưởng, thì nó chỉ cho biết là núi đã được coi là thiêng liêng ít là từ thế kỷ 15 trước CN. Theo sách các Vua, có một bàn thờ Yahweh (GiaVê) trên núi này, đã bị đổ nát trong thời Ahab, nhưng được tiên tri Elijah dựng lại. Iamblichus mô tả Pythagoras tới thăm núi này vì tiếng tăm thiêng liêng của nó, nói rằng nó là núi thiêng liêng nhất trong các núi, và nhiều người bị cấm không được tới, trong khi Tacitus nói rằng có một oracle trên núi này, mà Vespasian đã tới xin ý kiến; Tacitus kể rằng có một bàn thờ ở đây, nhưng không có ảnh tượng gì trên bàn thờ, và không có một đền thờ nào chung quanh bàn thờ.

### Tiên tri Elijah

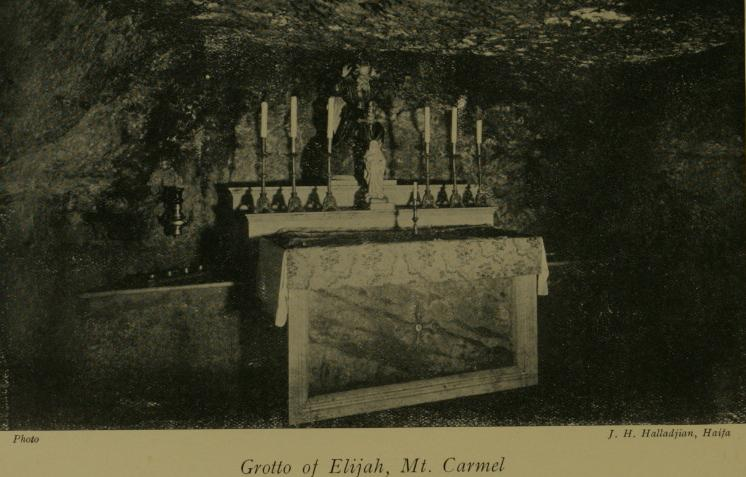
Hang Elijah

Trong xu hướng chủ đạo Do Thái giáo, Kitô giáo, và Hồi giáo thì không thể phủ nhận là tiên tri Elijah có liên quan tới núi này, và ông được coi như thỉnh thoảng có cư ngụ trong một hang động trên núi. Trong sách các Vua, Elijah thách thức 450 tiên tri của thần Baal tới tranh cãi ở bàn thờ trên núi Carmel để xác định xem vị Chúa nào đích thực kiểm soát vương quốc Israel; vì chuyện kể được đặt trong thời cai trị của Ahab và sự liên kết của ông với các người Phoenicia, nên các học giả Kinh Thánh nghi ngờ vị thần Baal ở đây có thể là Melqart.
Theo sách các Vua I (đoạn 18:22-39), thì việc thách thức là xem vị chúa nào có thể khiến lửa đốt cháy hy lễ (dâng trên đống củi). Sau khi các tiên tri của thần Baal kêu cầu thất bại, thì tiên tri đã kêu cầu Chúa của mình khiến lửa từ trời xuống đốt cháy hy lễ (là một con bò giết thịt) trên đống củi đã tưới đẫm nước. Trong trình thuật này, thì sau khi đốt cháy hy lễ, các đám mây tụ lại, bầu trời đen ngòm rồi mưa đổ xuống xối xả, chấm dứt kỳ hạn hán kéo dài.
Truyền thuyết Hồi giáo đặt núi này ở một điểm gọi là El-Maharrakah, nghĩa là sự thiêu đốt. Năm 1958, các nhà khảo cổ học phát hiện một cái gì đó trên dãy núi này, giống như một bàn thờ, mà họ cho rằng có thể là bàn thờ của Elijah .

### Dòng Carmel

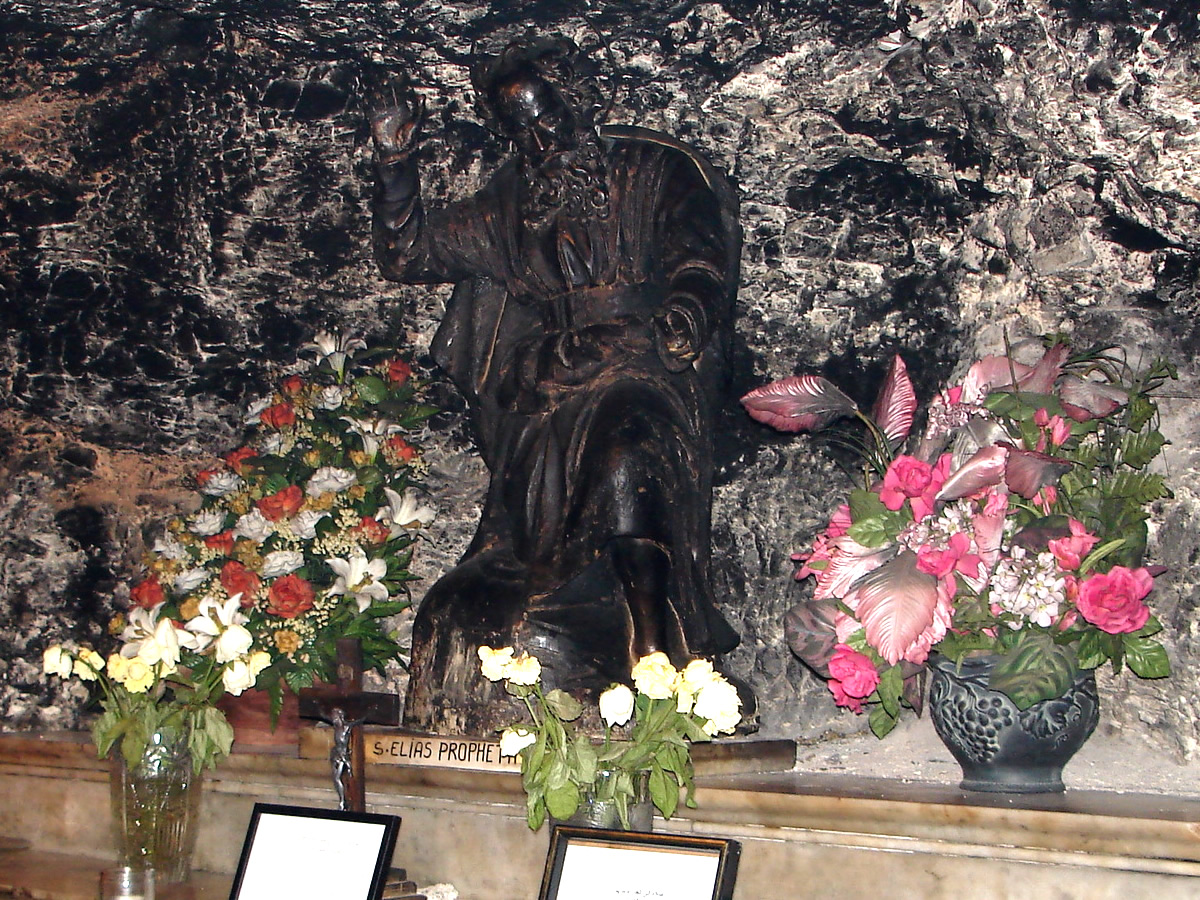
Tượng tiên tri Elijah trong hầm mộ của tu viện trên núi Carmel. Theo truyền thuyết dòng Carmel, thì hầm mộ này nguyên là hang của Elijah

Một dòng tu Công giáo đã được thiết lập trên núi Carmel trong thế kỷ 12, gọi là dòng Carmel. Người sáng lập là thánh Berthold (qua đời tại một nơi không biết rõ, sau năm 1185), ông là một người hành hương hoặc một người Thập tự chinh. Dòng được thiết lập trên nơi được cho rằng từng là vị trí hang động của Elijah, ở đầu tây bắc của dãy núi, cao1.700 foot (520 m) trên mực nước biển; đây - có thể không trùng hợp – cũng là điểm thiên nhiên cao nhất của toàn dãy núi. Mặc dù không có chứng cứ tài liệu, nhưng truyền thuyết dòng Carmel cho rằng một cộng đoàn các ẩn sĩ người Do Thái đã sống tại nơi này từ thời tiên tri Elijah tới khi lập dòng ở đây.
Một tu viện Stella Maris (tu viện Đức Mẹ Sao Biển) được thành lập ở địa điểm này ngay sau khi thành lập Dòng để cung hiến Maria dưới dạng Đức Bà, Ngôi sao Biển. Vua Louis IX của Pháp đã từng tới thăm nơi này năm 1252. Dòng Carmel lớn mạnh, trở thành một trong các dòng tu Công giáo chủ yếu trên khắp thế giới. Trong thời Thập tự chinh tu viện này thường hay đổi chủ (giữa người Kitô giáo và người Hồi giáo). Dưới thời người Hồi giáo kiểm soát, nơi này được gọi là El-Maharrakah, nghĩa là nơi thiêu đốt, có ý ám chỉ tới trình thuật tiên tri Elijah thách thức các tiên tri của thần Baal nói trên. Năm 1799 tòa nhà được Napoléon biến thành một bệnh viện, nhưng năm 1821 nó bị phá hủy bởi pasha của Damascus. Sau đó một tu viện mới được xây dựng ngay trên hang động kế bên, hang đó nay hình thành hầm mộ dưới lòng nhà thờ của tu viện, được các tu sĩ gọi là hang Elijah.

### Tôn giáo Baha'i

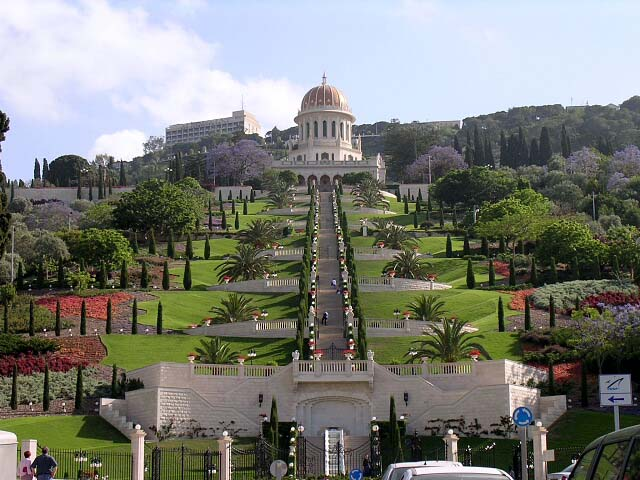
Đền thờ Báb và khu Terraces trực thuộc trên núi Carmel, 2004

Núi Carmel được coi như nơi thiêng liêng đối với tôn giáo Baha'i trên khắp thế giới và là địa điểm của Trung tâm Bahá'í thế giới (Bahá’i World Centre) và Đền thờ Báb. Vị trí các nơi thiêng liêng của đạo Baha'i bắt nguồn từ việc bỏ tù người sáng lập tôn giáo này, Bahá'u'lláh, gần Haifa bởi đế quốc Ottoman trong thời dế quốc Ottoman cai trị Palestine.
Đền thờ Báb là kiến trúc trong đó đặt di hài của Báb, người sáng lập Bábism và người tiên phong của Bahá'u'lláh trong tôn giáo Baha'i. Vị trí chính xác của điện thờ trên núi Carmel do Bahá'u'lláh đích thân chỉ định và di hài của Báb được đặt yên nghỉ ngày 21.3.1909 trong một lăng tẩm gồm 6 phòng làm bằng đá địa phương. Kiến trúc của điện thờ với một mái vòm màu vàng bên trên lăng tẩm được hoàn thành năm 1953, và một loạt dãy terraces trang trí chung quanh điện thờ được hoàn thành năm 2001. Các đá cẩm thạch màu trắng được sử dụng ở đây cũng lấy từ núi Penteliko (Hy Lạp) mà các kiệt tác của thành Athen đã dùng.
Bahá'u'lláh, người sáng lập đạo Bahá'í, viết trên các tấm văn bản Lawh-i-Karmil, chỉ định khu vực chung quanh điện thờ làm vị trí của Trung tâm Bahá'í thế giới, cơ quan quản lý của đạo này; các tòa nhà của Trung tâm Bahá'i thế giới được xây sát bên các terraces trang trí, và được coi là the Arc.

### Cộng đồng Hồi giáo Ahmadiyya
Cộng đồng Hồi giáo Ahmadiyya có một đền thờ Hồi giáo lớn nhất Israel ở núi Carmel gọi là đền thờ Mahmood.